# Place de la République (Bois-Colombes)
Pour les articles homonymes, voir Place de la République.
La place de la République est un des principaux carrefours de Bois-Colombes dans les Hauts-de-Seine,.

## Situation et accès

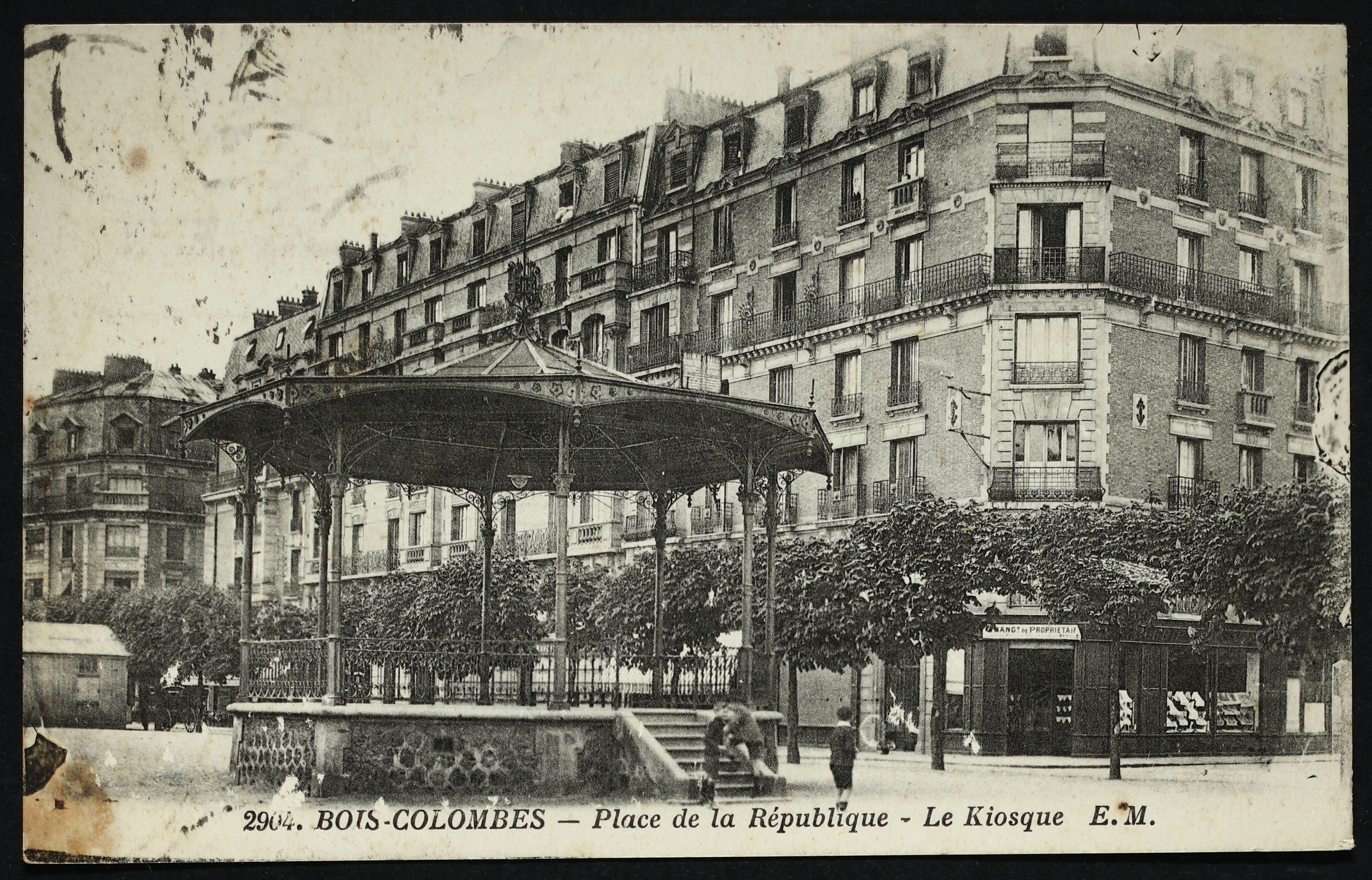
La place de la République et le kiosque, vers 1900.

Cette place est au carrefour de plusieurs artères de la ville, certaines importantes: rue du Général-Leclerc, rue Charles-Duflos, rue Auguste-Moreau, rue Félix-Braquet.
Elle est desservie par la gare de Bois-Colombes.

## Origine du nom
Elle a reçu ce nom, comme de nombreuses voies, lors de l'établissement de la Troisième République.

## Historique

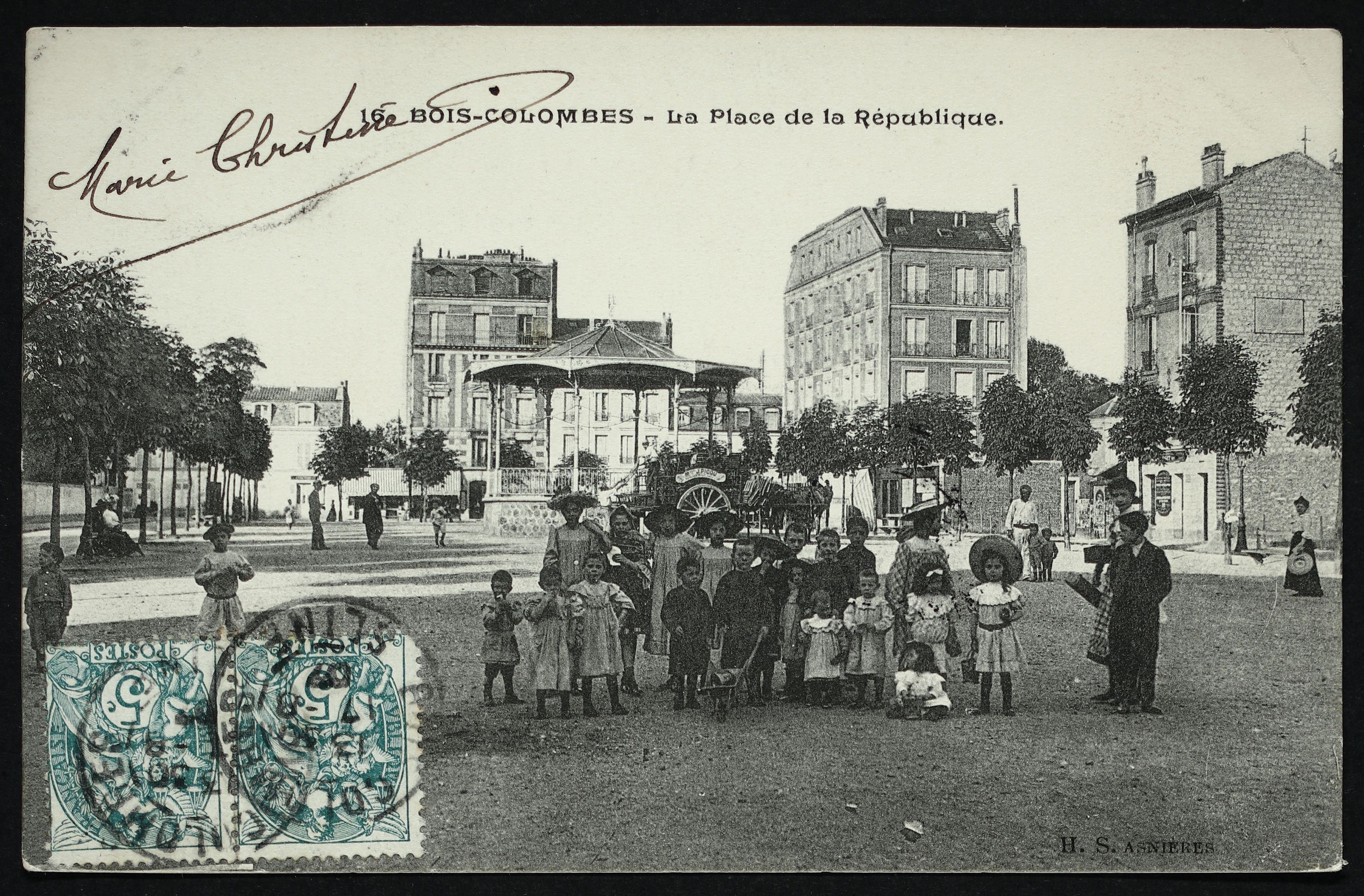
La place de la République.

La place des Fêtes était un endroit où étaient « disséminés quelques arbres, restes des anciens bois », et où l'on donnait parfois quelques concerts. Lors d'un premier aménagement à la fin du XIXe siècle, elle est agrandie grâce à la cession de terrains avoisinants, éclairée au moyen de becs d’éclairage au schiste, des bancs y sont installés et un kiosque édifié.
Elle prend son nom actuel par décision du conseil municipal du 30 août 1898.
À la suite de la construction de l’hôtel de ville dans les années 1930, la mairie prend la décision de réaménager la place et, le 26 février 1937, choisit le projet du paysagiste Charles Bouhana ; le kiosque à musique est supprimé, remplacé un espace pour les musiciens, et le bassin rond construit.
En 1943, les abords de la place sont atteints par des bombardements stratégiques.

## Bâtiments remarquables et lieux de mémoire
- Hôtel de ville de Bois-Colombes.
- Au no 12, un immeuble, œuvre de l'architecte Martin Auguste, et recensé à l'inventaire général du patrimoine culturel[6].
- Sous cette place se trouve un abri anti-aérien construit par la défense passive[7]. Creusé vers 1938, il mesure 97 mètres, est accessible par trois escaliers et peut accueillir environ quatre-cents personnes[8].